# Dziadek i ja
Dziadek i ja – amerykański film familijny z 1998 roku.

## Główne role
- Joseph Cross - Joshua Beal
- Timothy Reifsnyder - Dave O'Hara
- Dana Delany - Pani Beal
- Denis Leary - Pan Beal
- Robert Loggia - Dziadek Beal
- Rosie O’Donnell - Siostra Terry
- Camryn Manheim - Siostra Sophia
- Vicki Giunta - Siostra Beatrice
- Julia Stiles - Neena Beal
- Heather Casler - Hope
- Dan Lauria - Ksiądz Peters
- Stefan Niemczyk - Frank Benton
- Michael Pacienza - Freddie Waltman
- Michael Shulman - Robert Brickman

## Fabuła
Joshua Bell po wakacjach wraca do szkoły. Uczęszcza do katolickiej szkoły dla chłopców, parę miesięcy wcześniej stracił dziadka, który był dla niego najlepszym przyjacielem i zastępował rodziców, objaśniając otaczający świat. Próbuje dowiedzieć się, jak dziadek czuje się na tamtym świecie. Ale na to pytanie nikt - ani rodzice, ani siostry zakonne, ani spowiednik - nie potrafi udzielić mu odpowiedzi. Postanawia sam się dowiedzieć.